# Ljubo Germič
Ljubo Germič (ur. 19 listopada 1960 w Mariborze) – słoweński polityk, inżynier i nauczyciel, deputowany, a w 2011 przewodniczący Zgromadzenia Państwowego.

## Życiorys
Ukończył studia z zakresu inżynierii chemicznej na wydziale technicznym Uniwersytetu w Mariborze. Pracował jako technolog w przedsiębiorstwie przemysłowym, w 1987 został asystentem i badaczem na macierzystej uczelni. Odbył studia podyplomowe na Universiteit Twente w Holandii. Od 1994 uczył w szkole średniej w Ruše, w latach 1997–2000 pełnił funkcję dyrektora szkoły.
W 2000 uzyskał mandat posła do słoweńskiego parlamentu z ramienia Liberalnej Demokracji Słowenii. Od 2003 był obserwatorem, następnie od maja do lipca 2004 formalnie pełnił funkcję deputowanego do Parlamentu Europejskiego w ramach delegacji krajowej (zasiadał we frakcji liberalnej). W wyborach krajowych w 2004 i w 2008 z powodzeniem ubiegał się o reelekcję do Zgromadzenia Państwowego. 2 września 2011 został wybrany na przewodniczącego tej izby słoweńskiego parlamentu, pełnił tę funkcję do końca kadencji w tym samym roku.